# 깜뻔 신학교

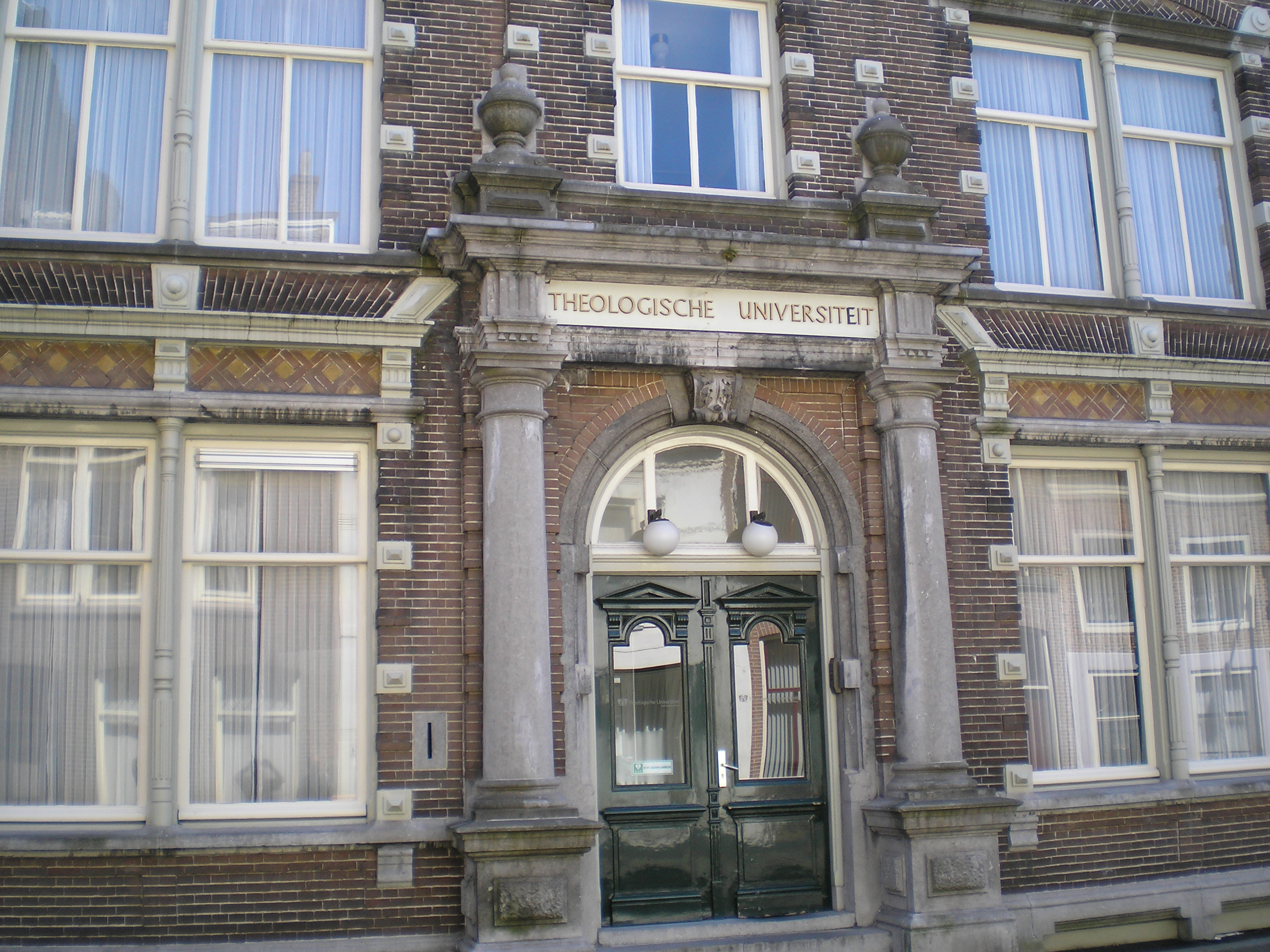
캄펜 신학교

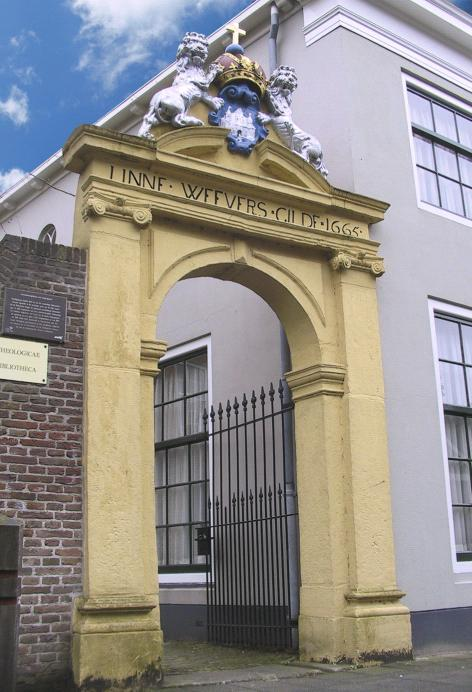
자유의 문

캄펀 신학교(영어: Theological University of the Reformed Churches, 네덜란드어: Theologische Universiteit Kampen van de Gereformeerde Kerken)은 네덜란드 캄펀에 있는 화란 개혁교회 신학교(Broederweg)이다. 1944년에 설립되었지만 그 역사는 1854년으로 거슬러 간다. 목사양성을 위하여 설립된 신학교로 다양한 학위과정을 가지고 있다. 헤르만 바빙크와 스킬더가 강의하였다. 한국의 졸업생으로는 허순길 박사와 김지찬 교수, 최윤배 교수, 안인섭 박사, 김재윤 박사, 신득일 박사 그리고 정훈택 교수, 유해무 교수가 있다.

## 같이 보기
- 아펠도른 신학교